# Saša Hojski
Saša Hojski (Varaždin, 11 maggio 1990) è un calciatore croato, centrocampista del Bednja Beletinec.

## Carriera

### Club
Dal 2008 al 2011 ha giocato nella massima serie croata con il Varaždin e il Lučko.

## Statistiche

### Presenze e reti nei club
Statistiche aggiornate al 3 marzo 2021.
| Stagione        | Squadra         | Campionato      | Campionato | Campionato | Coppe nazionali | Coppe nazionali | Coppe nazionali | Coppe continentali | Coppe continentali | Coppe continentali | Altre coppe | Altre coppe | Altre coppe | Totale | Totale |
| Stagione        | Squadra         | Comp            | Pres       | Reti       | Comp            | Pres            | Reti            | Comp               | Pres               | Reti               | Comp        | Pres        | Reti        | Pres   | Reti   |
| --------------- | --------------- | --------------- | ---------- | ---------- | --------------- | --------------- | --------------- | ------------------ | ------------------ | ------------------ | ----------- | ----------- | ----------- | ------ | ------ |
| 2008-2009       | Varaždin        | 1. HNL          | 2          | 1          | CC              | 0               | 0               | -                  | -                  | -                  | -           | -           | -           | 2      | 1      |
| 2009-2010       | Varaždin        | 1. HNL          | 23         | 2          | CC              | 2               | 0               | -                  | -                  | -                  | -           | -           | -           | 25     | 2      |
| 2010-2011       | Varaždin        | 1. HNL          | 5          | 0          | CC              | 3               | 0               | -                  | -                  | -                  | -           | -           | -           | 8      | 0      |
| Totale Varaždin | Totale Varaždin | Totale Varaždin | 30         | 3          |                 | 5               | 0               |                    | -                  | -                  |             | -           | -           | 35     | 3      |
| lug.-set. 2011  | Lučko           | 1. HNL          | 3          | 0          | CC              | 0               | 0               | -                  | -                  | -                  | -           | -           | -           | 3      | 0      |
| set. 2011-2012  | Croatia Sesvete | 2. HNL          | 17         | 0          | CC              | 0               | 0               | -                  | -                  | -                  | -           | -           | -           | 17     | 0      |
| Totale carriera | Totale carriera | Totale carriera | 50         | 3          |                 | 5               | 0               |                    | -                  | -                  |             | -           | -           | 55     | 3      |